# Осипов, Михаил Иванович (1923—1944)
Михаил Иванович Осипов (1923—1944) — Гвардии старший лейтенант Рабоче-крестьянской Красной Армии, участник Великой Отечественной войны, Герой Советского Союза (1943).

## Биография
Михаил Осипов родился 15 сентября 1923 года в посёлке Курноска (ныне — Красногвардейский район Оренбургской области). После окончания восьми классов школы работал в колхозе. В феврале 1942 года Осипов был призван на службу в Рабоче-крестьянскую Красную Армию. Ускоренным курсом в том же году окончил Краснохолмское пехотное училище. С августа 1942 года — на фронтах Великой Отечественной войны. В боях был ранен.
К сентябрю 1943 года гвардии лейтенант Михаил Осипов командовал 1-й стрелковой ротой 1-го стрелкового батальона 175-го гвардейского стрелкового полка 58-й гвардейской стрелковой дивизии 57-й армии 2-го Украинского фронта. Отличился во время битвы за Днепр. 26 сентября 1943 года рота Осипова переправилась через Днепр и захватила плацдарм на его западном берегу, после чего удерживала его, отражая немецкие контратаки, до переправы основных сил. В тех боях ей было уничтожено около батальона вражеской пехоты и большое количество боевой техники. 20 октября 1943 года рота Осипова в числе первых вошла в Верхнеднепровск.
Указом Президиума Верховного Совета СССР от 20 декабря 1943 года за «успешное форсирование реки Днепр, прочное закрепление плацдарма на западном берегу реки Днепр и проявленные при этом отвагу и геройство» гвардии лейтенант Михаил Осипов был удостоен высокого звания Героя Советского Союза с вручением ордена Ленина и медали «Золотая Звезда».
13 марта 1944 года старший лейтенант Михаил Осипов погиб в бою при освобождении села Израилевка (ныне — Березоватка) Кировоградской области Украинской ССР. Похоронен там же в братской могиле.
Был также награждён орденом Отечественной войны 1-й степени.